# Суспільство поділу-злиття
В етології суспільство поділу-злиття (анг. Fission–fusion society) — це суспільство, в якому розмір і склад соціальної групи змінюються з плином часу, а тварини переміщуються в навколишньому середовищі; тварини зливаються в групи (злиття) — наприклад, сплять в одному місці — або розпадаються (поділ) — наприклад, пошук їжі невеликими групами протягом дня. Для видів, які живуть у суспільствах поділу-злиття, склад групи є динамічною властивістю. Зміна складу, розмір підгрупи та дисперсія різних груп є трьома основними елементами суспільства розщеплення-злиття.  
Ця соціальна організація зустрічається у приматів, слонів, китоподібних, копитних тварин, соціальних хижих тварин, деяких птахів  і деяких риб.

### Примати

#### Шимпанзе
Шимпанзе часто утворюють менші підгрупи.  Під час отримання їжі розмір підгруп може змінюватися залежно від того, скільки їжі доступно та як далеко вона може перебувати. Отже, серед шимпанзе велика кількість їжі та її щільність є факторами, які сприяють змінам розмірів підгруп. 

#### Орангутани
Орангутани є одним із типів приматів, які моделюють індивідуальний поділ-злиття.  Серед цього виду, який мешкає саме в суматранскому лісі, створюються бродячі групи. 

#### Люди
Люди також утворюють суспільства поділу-злиття. Наприклад, у суспільствах мисливців-збирачів люди формують групи з декількох членів, які можуть роз'єднатися, щоб забезпечити себе різними ресурсами.  Іншим прикладом суспільства поділу-злиття в суспільствах мисливців і збирачів є спілкування між групою. Групи можуть почати розділятися через суперечки та розбіжності.  Серед людей плітки та мова загалом також є важливою характеристикою, яка бере участь у розщепленні-злиття. Спілкування утримує віддалені групи разом, хоча вони можуть бути не на близькій відстані одна від одної. 